# Anthony Duclair
Anthony Duclair (* 26. August 1995 in Montréal, Québec) ist ein kanadischer Eishockeyspieler haitianischer Abstammung, der seit Juli 2024 bei den New York Islanders aus der National Hockey League unter Vertrag steht und für diese auf der Position des linken Flügelstürmers spielt.

## Karriere

### Familie und Jugend
Anthony Duclair kam in Montréal zur Welt und wuchs in dessen Vorort Pointe-Claire auf. Seine Familie ist haitianischen Ursprungs und kam 1973 nach Montréal. Sein Vater und dessen Bruder, Farell Duclair, spielten in ihrer Jugend beide Fußball und Canadian Football, wobei es Farell zu einer professionellen Football-Karriere brachte und mit den Calgary Stampeders 1998 den Grey Cup gewann. Anthonys Vater ist als Projektleiter bei IBM tätig.
Anthony begann im Alter von vier Jahren mit dem organisierten Eishockeyspielen, spielte allerdings auch Baseball (bis 2000) und Fußball (bis 2006) im Juniorenbereich. In der Jugend spielte er für die Association Hockey Mineur Saint-Léonard, die Conquérants des Basses-Laurentides sowie in der Saison 2010/11 für die Lac St-Louis Lions in Dollard-Des Ormeaux. Bereits in dieser Spielzeit nahm er mit dem Team Canada Québec an der World U-17 Hockey Challenge 2011 sowie an den Canada Games teil und gewann mit der Mannschaft die Silbermedaille bei letzteren. Mit Ende der Saison 2010/11 wollte Duclair eines der zahlreichen Angebote von Hochschulen bzw. Colleges annehmen, mit einem Stipendium zu studieren und in einer Universitätsliga zu spielen. Im Entry Draft 2011 der Ligue de hockey junior majeur du Québec (LHJMQ) wurde Duclair allerdings an 41. Position von den Remparts de Québec ausgewählt, deren Cheftrainer zu dieser Zeit Patrick Roy war. Dies hatte zur Folge, dass Duclair und seine Familie die bereits gefällte Entscheidung für ein Hochschulstudium revidierten und er sich den Remparts anschloss.

### Remparts de Québec
Fortan spielte Duclair in einer der drei erstklassigen kanadischen Juniorenligen, der LHJMQ, und erzielte in seiner ersten Spielzeit direkt 66 Scorerpunkte in 63 Spielen. Aufgrund dieser Leistungen wurde er ins LHJMQ All-Rookie Team gewählt. Zudem nahm er wie im Vorjahr an der World U-17 Hockey Challenge 2012 teil und erreichte dort mit dem Team Canada Québec den sechsten Platz. Nachdem er im August 2012 am Ivan Hlinka Memorial Tournament genommen und mit der kanadischen Mannschaft die Goldmedaille gewonnen hatte, erlitt Duclair eine Bandverletzung im Sprunggelenk und fiel zu Beginn der Saison 2012/13, dem Jahr, in dem er für den NHL Entry Draft verfügbar wurde, über einen Monat aus. Hinzu kam, dass Duclair, wie auch Teamkollege Adam Erne, im Januar 2013 für ein Spiel suspendiert wurde. Hintergrund war, dass sieben Mannschaftskameraden der Remparts sich bei Trainer Patrick Roy über mangelnde Teamfähigkeit der beiden 17-Jährigen beschwert hatten, in dessen Folge Roy die Suspendierungen aussprach. Nur einen Tag zuvor hatte die Mannschaft mit 2:11 gegen die Halifax Mooseheads verloren.
Schließlich beendete Duclair sein Draftjahr mit 50 Punkten aus 55 Spielen und wurde von den Central Scouting Services auf Rang 57 aller nordamerikanischen Feldspieler eingeschätzt. Noch vor dem eigentlichen NHL Entry Draft 2013 wechselte Roy als Cheftrainer zur Colorado Avalanche in die National Hockey League, sodass er maßgeblich an deren Auswahl im Draft beteiligt war. Obwohl Duclair einst als Erstrunden-Kandidat gehandelt wurde, sorgte bereits die Verletzung und der disziplinarische Vorfall dafür, dass die Scouts der NHL-Franchises ihm eher mit Skepsis begegneten. Nachdem Roy mit der Avalanche auch seine ersten drei Draftpicks für andere Spieler einsetzte, galt Duclair gar als rotes Tuch – ehe ihn die New York Rangers schließlich an 80. Position auswählten.
Gordie Clark, der bei den Rangers für die Spielerentwicklung verantwortlich ist, gab später zu, dass auch sie die Berichte über Duclairs Einstellung und Eigenwilligkeit gehört hatten, sie jedoch in den Gesprächen mit ihm nichts davon bestätigt sahen. Vielmehr sah Clark in Duclair einen bescheidenen Spieler, der zugab, einfach ein schwieriges Draftjahr durchlebt zu haben.
In der Saison 2013/14 führte Duclair die Remparts als Assistenzkapitän an, erzielte 50 Tore und 49 Vorlagen in 59 Spielen und wurde ins LHJMQ First All-Star Team gewählt. Bereits im Januar 2014 unterzeichnete er einen Einstiegsvertrag bei den New York Rangers, denen er sich dann mit Beginn der Saison 2014/15 anschloss.

### NHL
Zu Beginn seiner Rookie-Saison stand Duclair fest im Kader der New York Rangers und kam in den ersten sieben Spielen direkt auf ein Tor und vier Vorlagen. Insgesamt kam er auf 18 NHL-Einsätze, ehe ihn die Rangers zurück zu den Remparts de Québec schickten. Über den Jahreswechsel 2014/15 nahm er zudem an der U20-Weltmeisterschaft im eigenen Land teil und gewann dort mit der Mannschaft die Goldmedaille.
Im März 2015 gaben ihn die Rangers samt John Moore und zwei Entry-Draft-Wahlrechte (zweite Runde 2015 und erste Runde 2016) an die Arizona Coyotes ab und erhielten im Gegenzug Keith Yandle, Chris Summers und ein Viertrunden-Wahlrecht für den Draft 2015. Auch als Coyote verblieb Duclair vorerst bei den Remparts, mit denen er als gastgebende Mannschaft am Memorial Cup 2015 teilnahm. Zu Beginn der Saison 2015/16, in der er altersbedingt nicht mehr in der LHJMQ hätte spielen dürfen, konnte er sich im NHL-Aufgebot der Coyotes etablieren. Dort erzielte er in seiner ersten kompletten NHL-Saison 44 Scorerpunkte, konnte diese Leistungen allerdings in der Folge nicht bestätigen und wurde im Januar 2018 samt Adam Clendening an die Chicago Blackhawks abgegeben. Die Coyotes erhielten dafür Richard Pánik und Laurent Dauphin. In Chicago beendete er die Spielzeit 2017/18, erhielt von den Blackhawks allerdings keinen weiterführenden Vertrag.
Im Juli 2018 unterzeichnete Duclair einen Einjahresvertrag bei den Columbus Blue Jackets und absolvierte dort bis zum Februar 2019 ein solides Spieljahr, ehe er mit zwei Zweitrunden-Wahlrechten in den NHL Entry Drafts 2020 und 2021 an die Ottawa Senators abgegeben wurde. Im Gegenzug wechselten Ryan Dzingel und ein Siebtrunden-Wahlrecht im NHL Entry Draft 2019 nach Columbus. Im Trikot der Senators steigerte er seine persönliche Statistik deutlich, so verzeichnete er in der Saison 2019/20 insgesamt 40 Scorerpunkte bei 23 Toren in 66 Partien. Dennoch wurde sein auslaufender Vertrag im Herbst 2020 nicht verlängert, sodass er sich im Dezember 2020 als Free Agent den Florida Panthers anschloss. Sein Einjahresvertrag wurde nach der Spielzeit 2020/21 um weitere drei Jahre verlängert, wobei er ein durchschnittliches Jahresgehalt von drei Millionen US-Dollar erhalten soll. In den Playoffs 2023 erreichte er mit den Panthers das Endspiel um den Stanley Cup, unterlag dort allerdings den Vegas Golden Knights mit 1:4.
Anschließend gaben ihn die Panthers im Juli 2023 an die San Jose Sharks ab und erhielten im Gegenzug Steven Lorentz sowie ein Fünftrunden-Wahlrecht im NHL Entry Draft 2025. Dort wiederum war er bis März 2024 aktiv, als er kurz vor der Trade Deadline samt einem Siebtrunden-Wahlrecht im NHL Entry Draft 2025 zu den Tampa Bay Lightning transferiert wurde. San Jose erhielt dafür Jack Thompson und ein Drittrunden-Wahlrecht im NHL Entry Draft 2024. In Tampa beendete er die Saison und wechselte anschließend im Juli 2024 als Free Agent zu den New York Islanders. Dort unterzeichnete er einen Vierjahresvertrag mit einem Gesamtvolumen von 14 Millionen US-Dollar.

## Erfolge und Auszeichnungen
| - 2011 Silbermedaille bei den Canada Games (Team Canada Québec) - 2012 LHJMQ All-Rookie Team - 2012 Goldmedaille beim Ivan Hlinka Memorial Tournament | - 2014 LHJMQ First All-Star Team - 2015 Goldmedaille bei der U20-Weltmeisterschaft - 2020 Teilnahme am NHL All-Star Game |

## Karrierestatistik
Stand: Ende der Saison 2024/25

### International
Vertrat Kanada bei:
| - Canada Games 2011 - World U-17 Hockey Challenge 2011 - World U-17 Hockey Challenge 2012 | - Ivan Hlinka Memorial Tournament 2012 - U20-Weltmeisterschaft 2015 |

(Legende zur Spielerstatistik: Sp oder GP = absolvierte Spiele; T oder G = erzielte Tore; V oder A = erzielte Assists; Pkt oder Pts = erzielte Scorerpunkte; SM oder PIM = erhaltene Strafminuten; +/− = Plus/Minus-Bilanz; PP = erzielte Überzahltore; SH = erzielte Unterzahltore; GW = erzielte Siegtore; 1 Play-downs/Relegation; Kursiv: Statistik nicht vollständig)